# فرودگاه ردانگ
 فرودگاه ردانگ (به انگلیسی: Redang Airport) (به زبان بومی: Lapangan Terbang Redang) یک فرودگاه همگانی با کد یاتا RDN است . این فرودگاه در کشور مالزی قرار دارد و در ارتفاع ۳ متری از سطح دریا واقع شده است.